# Жолос Олександр Вікторович
Олекса́ндр Ві́кторович Жолос (нар. 1959) — український біофізик, доктор біологічних наук, професор.

## Життєпис
Народився 1959 року в смт Щотове Луганської області. 1981 року закінчив біологічний факультет Київського національного університету імені Тараса Шевченка за фахом біофізика; біолог-біофізик, викладач біології та хімії (отримав диплом з відзнакою).
1987 року здобув ступінь кандидата біологічних наук (біофізика), науковий керівник М. Ф. Шуба. Від 1981 й по 2005 рік працював на посадах — від лаборанта до завідувача лабораторії молекулярної фармакології рецепторів та йонних каналів гладеньких м'язів — в Інституті фізіології імені О. О. Богомольця НАН України.
2000 року здобув ступінь доктора біологічних наук (біофізика), науковий консультант академік М. Ф. Шуба.
2004 року — старший науковий співробітник. 2005 року — професор (фізіологія-біологія судин), Королівський університет Белфаста.
Протягом 2005—2006 років — професор кафедри біофізики, біологічний факультет Київського національного університету імені Тараса Шевченка.
Від 2011 року — професор кафедри біофізики, ННЦ «Інститут біології», Київський національний університет імені Тараса Шевченка.
З 2014 року — професор кафедри біофізики.
Науковий доробок: 58 статей, 16 оглядів та глав у монографіях, 112 тез доповідей на наукових конференціях, 2 винаходи, співавтор 4 навчальних посібників.
Наукові інтереси:
- біофізика, фізіологія і фармакологія гладеньких м'язів, ендотеліальних і епітеліальних клітин,
- нейрофізіологія, синаптична передача, мембранні рецептори і іонні канали,
- G-білки, глобальна і локальна кальцієва сигналізація, вторинні посередники,
- кінетичні моделі активності поодиноких іонних каналів, молекулярне моделювання.

Серед робіт:
- «Біологія: підручник для 8 класу загальноосвітніх навчальних закладів», 2016, співавтори Довгаль Ігор Васильович, Додь Володимир Васильович, Толстанова Ганна Миколаївна, Ягенська Галина Василівна
- «Теоретичні та експериментальні основи біофізики електричних явищ», 2006, співавтори Т. Л. Давидовська, М. С. Мірошниченко, Ю. І. Прилуцький.
- «Мембранні та внутрішньоклітинні механізми М-холінергічної активації гладеньком'язових клітин тонкого кишечнику», 1999.